# کمپلکس ایمیدازول-فلز واسطه

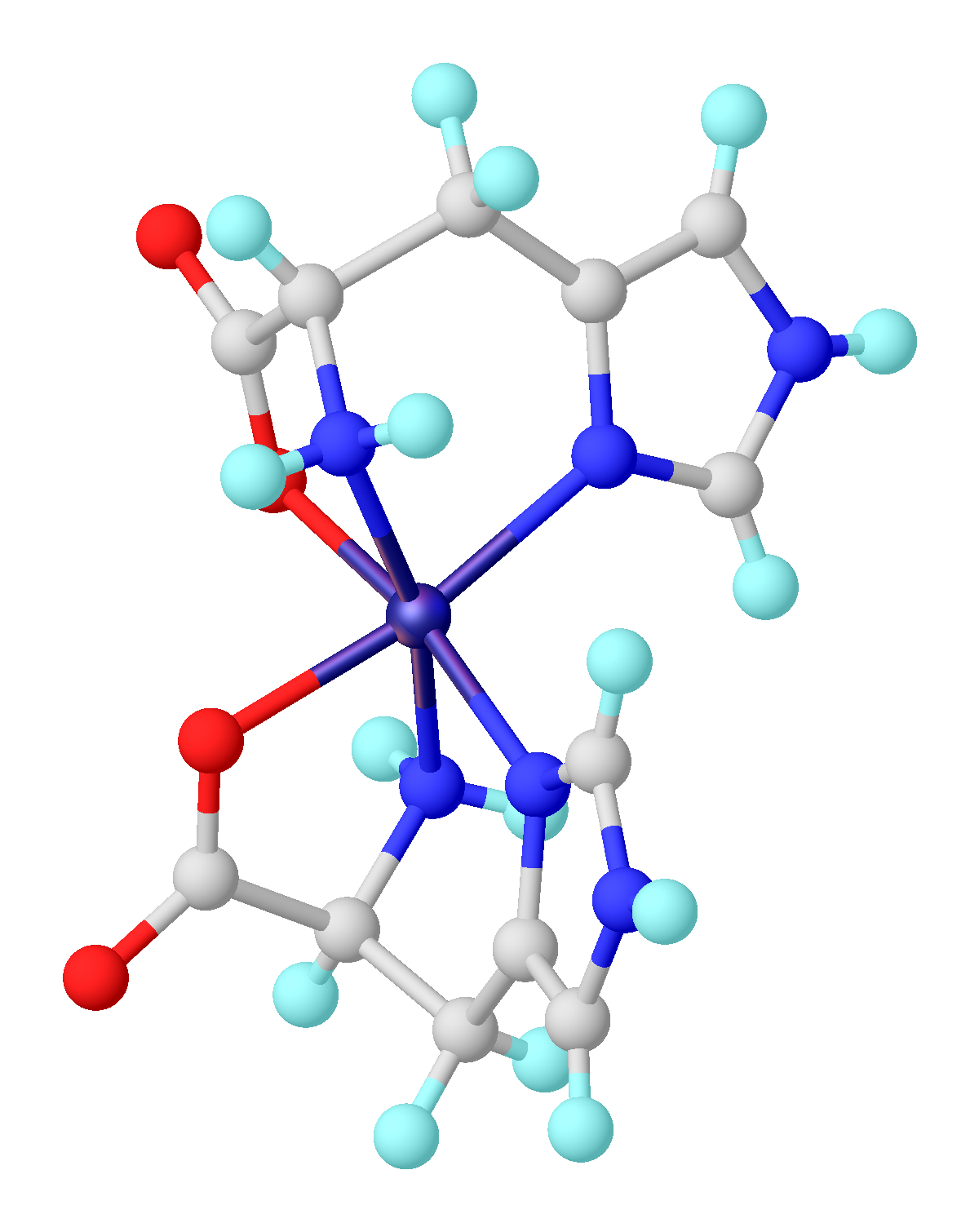
ساختار کمپلکس حاوی هیستیدین [Ni(κ^{3}-histidinate)_{2}^{2-}

کمپلکس ایمیدازول-فلز واسطه یک کمپلکس شیمیایی است که دارای یک یا چند لیگاند ایمیدازول است. کمپلکس‌های خود ایمیدازول اهمیت عملی کمی دارند. در مقابل، مشتقات ایمیدازول، به ویژه هیستیدین، لیگاندهای فراگیر در زیست‌شناسی هستند که در آن به کوفاکتورهای فلزی متصل می‌شوند.